# Matthias Jacob
Matthias Jacob (Ohrdruf, 2 de abril de 1960) es un deportista de la RDA que compitió en biatlón.
Participó en los Juegos Olímpicos de Sarajevo 1984, obteniendo una medalla de bronce en la prueba de velocidad. Ganó siete medallas en el Campeonato Mundial de Biatlón entre los años 1981 y 1987.

## Palmarés internacional
| Juegos Olímpicos   | Juegos Olímpicos             | Juegos Olímpicos  | Juegos Olímpicos |
| Año                | Lugar                        | Medalla           | Prueba           |
| ------------------ | ---------------------------- | ----------------- | ---------------- |
| 1984               | Sarajevo (Yugoslavia)        | Medalla de bronce | Velocidad        |
| Campeonato Mundial |                              |                   |                  |
| Año                | Lugar                        | Medalla           | Prueba           |
| 1981               | Lahti (Finlandia)            | Medalla de oro    | Relevos          |
| 1982               | Minsk (URSS)                 | Medalla de oro    | Relevos          |
| 1983               | Antholz (Italia)             | Medalla de plata  | Relevos          |
| 1985               | Ruhpolding (RFA)             | Medalla de plata  | Relevos          |
| 1986               | Oslo (Noruega)               | Medalla de plata  | Relevos          |
| 1987               | Lake Placid (Estados Unidos) | Medalla de oro    | Relevos          |
| 1987               | Lake Placid (Estados Unidos) | Medalla de plata  | Velocidad        |